# 천일홍
천일홍(千日紅)은 비름과의 한해살이풀로 학명은 Gomphrena globosa이다.

## 특징
중남미 원산의 한해살이풀로 높이 40cm 정도이다. 줄기는 곧추서며 가지가 잘 갈라지고 전체에 털이 있다. 잎은 마주나기하며, 길이 3-10cm인 긴 타원형이나 거꿀달걀꼴 긴 타원형으로 가장자리가 밋밋하다. 꽃은 7-10월에 피며 붉은색이지만 연한 붉은색이나 흰색 등이 있다. 꽃은 꽃잎이 없고 대신 긴 줄기에 붉은색, 분홍색, 오렌지색, 흰색의 포(苞)가 달린다. 가는 줄기 끝에 공 모양의 꽃이 한 개씩 핀다. 5개의 수술과 1개의 암술이 있는데, 수술은 합쳐져서 통처럼 되고 암술대는 끝이 2개로 갈라진다. 열매에는 바둑알 같은 종자가 1개씩 들어있다. 줄기 전체에 털이 없다

## 명칭
꽃의 붉은 기운이 1,000일 동안 퇴색하지 않는다 하여 천일홍이라 부른다.

## 이용
주로 산사의 법당을 장식하는 꽃으로 재배되었으며 관상용으로 많이 심는다. 꽃잎이 건조하고 색이 잘 변하지 않아 드라이플라워로 사용하기도 한다.